# Dusk (jeu vidéo)
Pour les articles homonymes, voir Dusk.
Dusk est un jeu vidéo de tir à la première personne qui est sorti le 10 décembre 2018 sur PC. Il est édité par New Blood Interactive et développé par David Szymanski. 

## Système de jeu
Le jeu s'inspire pour son gameplay et ses graphismes des jeux de tir à la première personne des années 90, auxquels il fait hommage, tel que Half-Life, Quake ou Hexen,.

## Accueil
Ce jeu vidéo a été testé par plusieurs sites de jeux vidéo comme Gamekult, ou Jeuxvideo.com.